# Tilloglomus spectabile
Tilloglomus spectabile är en skalbaggsart som beskrevs av Martins 1975. Tilloglomus spectabile ingår i släktet Tilloglomus och familjen långhorningar. Inga underarter finns listade i Catalogue of Life.